# Никола Савов
Никола Савов е български футболист и волейболист.

## Биография
Роден е през 1916 г. Още от ученически години играе футбол, волейбол и баскетбол. През 1932 г. се присъединява към юношеския отбор на ФК 13. Забелязан е от най-опитния играч на клуба Фридрих Клюд и от бившия вратар Владо Кюркчиев, след което става част от мъжкия отбор. Дебютира в мач срещу Спортклуб, спечелен с 4:3.
През 1934 г., само на 18-годишна възраст, е повикан в националния отбор на България от селекционера Карой Фогъл. Влиза като резерва в световната квалификация срещу Унгария, като допуска 3 гола. Титулярен страж е в турнира за Балканската купа през 1934 и 1935 г. и е с основен принос за спечелването на балканската титла. Избран е за най-добър вратар на турнира през 1935 г. Същата година е шампион на България по волейбол в тима на ФК 13.
Слага край на кариерата си след като печели конкурс за постъпване във Военното на Негово величество училище и по-късно достига чин капитан. Закратко се завръща на терена през пролетта на 1936 г., когато пази за ФК 13 в приятелски мачове със сръбските БСК Белград (1:1 и 0:0) и Крагуевац (2:1). На 24 май 1936 г. записва още един мач за националния отбор – при загубата от Румъния с 1:4.
Савов отново облича футболния екип през 1939 г. в мач с „Тича“ (Варна). Получава тежка контузия в срещата, след което не се състезава активно.
През 1949 г. е затворен за 5 месеца в лагерите Куциян и Богданов дол. След това работи в капитално строителство и в сферата на търговията.